# John Brown (Politiker, 1736)

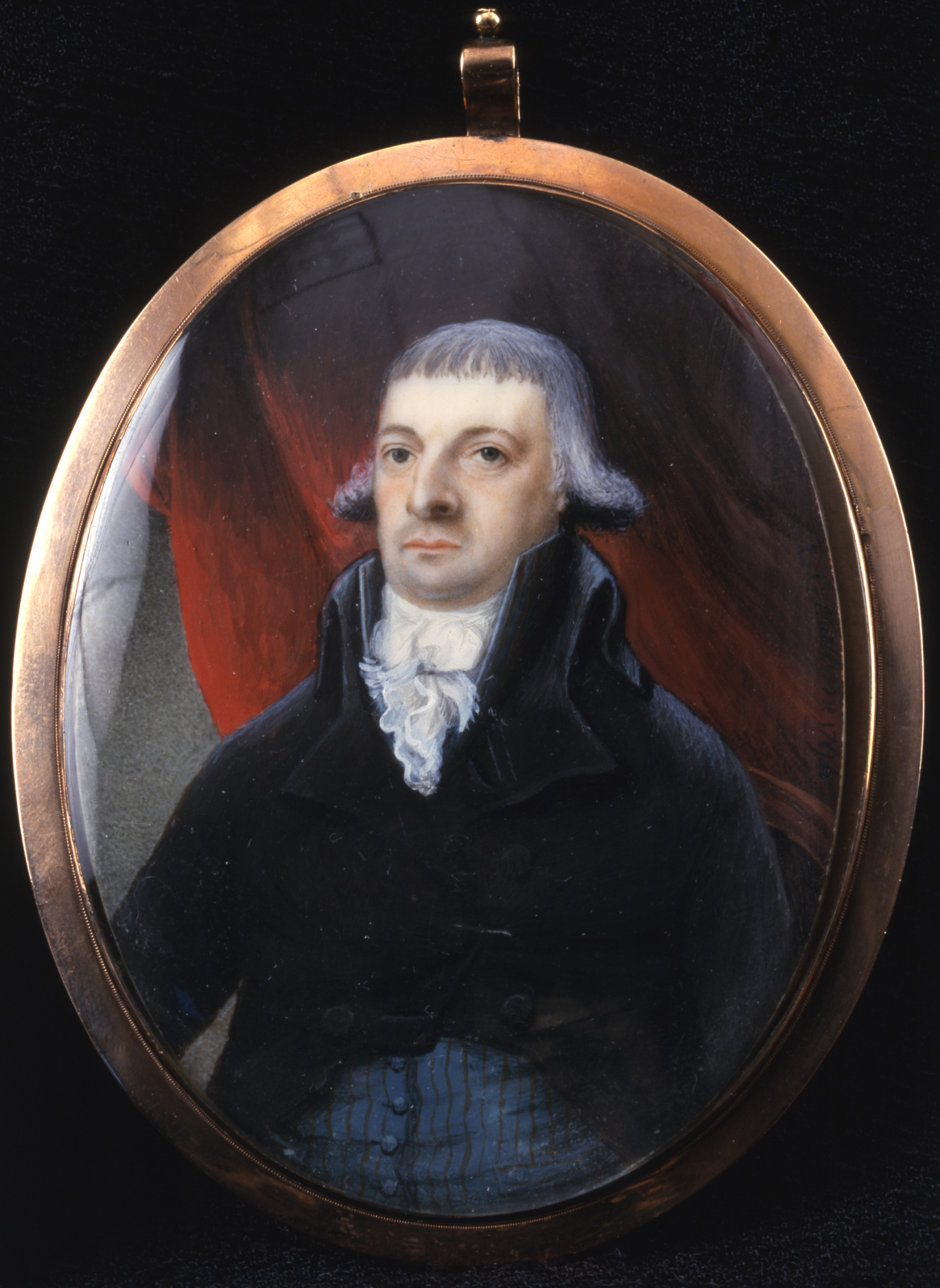
John Brown

John Brown (* 27. Januar 1736 in Providence, Colony of Rhode Island and Providence Plantations; † 20. September 1803 ebenda) war ein US-amerikanischer Politiker. Zwischen 1799 und 1801 vertrat er den Bundesstaat Rhode Island im US-Repräsentantenhaus.

## Werdegang
John Brown war Mitglied einer in Rhode Island prominenten Familie. Er war ein Nachkomme von Chad Brown, einem Mitbegründer der Stadt Providence in Rhode Island. Sein Neffe Benjamin vertrat zwischen 1815 und 1816 den Staat Massachusetts als Abgeordneter im Kongress. Browns Enkel John Brown Francis war Gouverneur und später US-Senator für Rhode Island. Sein jüngerer Bruder Moses schloss sich später der Abolitionisten-Bewegung zur Abschaffung der Sklaverei an, nachdem er zunächst auch im Sklavenhandel tätig gewesen war.
Brown wuchs noch in der britischen Kolonialzeit auf. Zusammen mit seinen Brüdern Nicholas, Joseph und Moses bewirtschaftete er eine erfolgreiche Farm und war im Versandhandel tätig. John Brown war auch aktiv am Sklavenhandel und im China-Geschäft beteiligt. Er und seine Brüder hatten maßgeblichen Anteil an der Gründung der späteren Brown University. Von 1774 bis zu seinem Tod war John Brown Kurator dieser Einrichtung. Von 1775 bis 1796 war er auch Kämmerer dieser Universität. Am 17. Juni 1772 war er an der Zerstörung des britischen Schiffs Gaspée beteiligt. Dieses Ereignis trug später mit zum Ausbruch des Unabhängigkeitskrieges bei. Nach dem Vorfall wurde er verhaftet und nach Boston gebracht, wo er vor Gericht gestellt werden sollte. Dank des Einsatzes seines Bruders Moses wurde er aber wieder freigelassen.
In den Jahren 1782 bis 1784 war John Brown Abgeordneter im Repräsentantenhaus von Rhode Island. 1784 wurde er in den Kontinentalkongress gewählt, ohne aber sein Mandat dort anzutreten. Brown wurde Mitglied der Föderalistischen Partei. Bei den Kongresswahlen des Jahres 1798, die staatsweit abgehalten wurden, wurde er in das US-Repräsentantenhaus in Washington gewählt. Dort löste er am 4. März 1799 Thomas Tillinghast von der Demokratisch-Republikanischen Partei ab. Bis zum 3. März 1801 konnte Brown aber nur eine Legislaturperiode im Kongress absolvieren, dann gewann der wiedergewählte Tillinghast seinen früheren Sitz zurück. Nach seinem Ausscheiden aus dem Kongress nahm Brown seine alten Tätigkeiten wieder auf. Er starb im September 1803 in seiner Geburtsstadt Providence.